# Ciro Immobile
Ciro Immobile   (Torre Annunziata, 20 de febrer de 1990) és un futbolista professional italià que juga com a davanter, actualment al Bologna FC 1909. També és internacional amb la selecció italiana. És considerat un dels millors davanters de la seva generació.
Immobile va començar la seva carrera al Sorrento. El 2009, va ser adquirit per la Juventus FC, i més tard va ser cedit a tres clubs de la Serie B, inclòs el Pescara, amb el qual va guanyar el títol de lliga com a màxim golejador, abans de passar al Genoa CFC el 2012. Després d'una temporada amb el club, va passar al rival de la Juventus, el Torino FC. Al Torino, va guanyar el premi Capocannoniere al màxim golejador de la Serie A. Després de la seva temporada destacada al Torino, va ser venut al club alemany Borussia Dortmund per uns 18 milions d'euros el 2014, i allà hi va guanyar la DFL-Supercup, abans de passar al club espanyol Sevilla FC el 2015. El 2016, va tornar al Torí cedit, i més tard va ser venut a la Lazio el juliol d'aquell any. En la seva segona temporada a la Lazio, va guanyar el Capocannoniere per segona vegada, amb 29 gols en 33 partits. La temporada 2019–20 va ser la més prolífica en la carrera d'Immobile, ja que va igualar el rècord de gols en una temporada de la Serie A amb 36, i va guanyar un tercer títol de Capocannoniere i la seva primera Bota d'Or com a màxim golejador europeu. Immobile ha guanyat també una Coppa Italia i dues Supercoppa Italiana amb la Lazio, i és actualment el màxim golejador històric de la Lazio.

## Trajectòria

### Inicis
Els seus inicis van ser al modest Sorrento Calcio. La temporada 2007-08, amb l'equip juvenil, va marcar 30 gols, fet que va provocar l'interès de la Juventus FC. L'Inter de Milà també va mostrar interès pel jugador però, finalment, va decantar-se per un altre davanter, Mario Balotelli.

### Juventus
D'aquesta manera, Ciro Immobile va iniciar la seva carrera com a futbolista professional a la Juventus FC, equip amb el qual va debutar en la Serie A als 19 anys, el 14 de març de 2009, en el partit que enfrontava a la Juventus contra el Bologna (4-1). El 25 de novembre d'aquell any va debutar a la Lliga de Campions de la UEFA, en un partit jugat contra el Girondins de Bordeaux (2-0).
El juliol de 2010, va ser cedit a l'AC Siena de la Serie B, on el 20 de novembre marca el seu primer gol oficial en un partit contra el Portogruaro (4-1). El mes de gener de 2011, la Juventus decideix cedir-lo a un altre equip de la Serie B, el Grosseto on va jugar durant sis mesos. En el mes d'agost de 2011, va ser cedit en préstec al Pescara, també de la Serie B. En l'equip blanc-i-blau va jugar un total de 37 partits i amb 28 gols va esdevenir el pitxitxi de la competició. A més, batia el rècord de gols del Pescara, que des de la temporada 1985/86 el tenia Stefano Rebonato, amb 21 gols.
A mitjans de la temporada, la Juventus va vendre la meitat dels drets del jugador al Genoa CFC., si bé, va continuar jugant al Pescara. El club de la Ligúria va demanar els seus serveis l'estiu del 2012, i el va incorporar a la seva plantilla. Va fer el seu debut amb el Genoa el 18 d'agost en el partit vàlid per la tercera ronda de la Copa d'Itàlia 2012/13 contra l'Hellas Verona, on el Genoa va ser eliminat en la tanda de penals. Immobile va fer el seu primer gol amb el Genoa, en el primer partit de la temporada 2012/13, contra el Cagliari (2-0).

### Borussia Dortmund
El 2 de juny del 2014 esdevé oficial el seu traspàs al Borussia Dortmund. El seu primer partit oficial és contra el Bayern München en la Supercopa Alemanya, partit guanyat per l'equip de Dortmund per 2-0.
El 16 de setembre marca el seu primer gol amb la samarreta del BVB en el debut en Champions League contra l'Arsenal FC, partit guanyat 2-0.

### Sevilla FC
El juliol de 2015 el Borussia Dortmund cedí el jugador per un any al Sevilla FC, on arribava per substituir Carlos Bacca, acabat de vendre a l'AC Milan. L'11 d'agost de 2015 va jugar, com a suplent, al partit de la Supercopa d'Europa 2015. Entrà com a suplent en els últims minuts, i va fer una assistència a Ievhèn Konoplianka per empatar el partit i arribar a la pròrroga. No obstant, el seu equip va perdre el partit per 4-5.

### Selecció italiana
El 25 de març del 2009 debuta amb la selecció nacional Sub-21, en el partit amistós entre Itàlia i Àustria (2-2) jugat a Viena. En el mateix any també serà convocat amb l'equip nacional Sub-20 per participa en els Jocs Mediterranis de Pescara. El seu primer gol oficial amb la selecció Sub-21, el fa en el partit de qualificació a l'Europeu Sub-21 2013 jugat el 4 de juny de 2012 contra Irlanda, que va acabar amb el marcador 2-2.
Debuta amb la selecció italiana el dia 2 de març en un partit amistós contra Espanya perdut per 1-0. És convocat entre el 23 jugadors pel Mundial de 2014. Juga els 3 partits jugats per Itàlia però no hi marca cap gol. El seu primer gol amb la samarreta azzurra és contra els Països Baixos, amistós guanyat 2-0.

## Palmarès

### Club
Pescara Calcio
- 1 Lliga italiana Serie B: 2011-12

Borussia Dortmund
- 1 Supercopa d'Alemanya: 2014

SS Lazio
- 1 Copa d'Itàlia: 2018-19
- 2 Supercopes d'Itàlia: 2017, 2019

Beşiktaş JK
- 1 Supercopa turca: 2024

### Selecció
Selecció italiana
- 1 Eurocopa: 2020

### Individual
- 2011/12 Màxim golejador de la Lliga Italiana Serie B (28 gols)
- 2012 Futbolista de l'any de la Lliga Italiana Serie B
- 2013/14 Màxim golejador de la Lliga Italiana Serie A (22 gols)
- 2013/14 Equip de l'any de la Lliga Italiana Serie A
- 2017/18 Màxim golejador de la Lliga Italiana Serie A (29 gols)
- 2017/18 Equip de l'any de la Lliga Italiana Serie A
- 2017/18 Màxim golejador de la Lliga Europa de la UEFA (8 gols)
- 2017/18 Equip de l'any de la Lliga Europa de la UEFA
- 2019/20 Màxim golejador de la Lliga Italiana Serie A i Bota d'Or (36 gols)
- 2019/20 Equip de l'any de la Lliga Italiana Serie A
- 2021/22 Màxim golejador de la Lliga Italiana Serie A (27 gols)
- 2021/22 Equip de l'any de la Lliga Italiana Serie A